# میمونک کوهی
میمونک کوهی (برگرفته از نام اسپانیایی آن به صورت monito del monte) با نام علمی Dromiciops gliroides کیسه‌داری بومی جنوب‌غربی آمریکای جنوبی است که در کوه‌های آند در شیلی و آرژانتین زندگی می‌کند. این گونه تنها بازمانده راسته باستانی کولوکولوسانان و تنها نماینده کلان‌راسته کیسه‌داران جنوبی در جهان نو است. تبار این جانور به صورت مستقیم به ۴۰ میلیون سال پیش می‌رسد و دانش‌مندان آن را جزو سنگواره‌های زنده به شمار می‌آورند.
این جانور شب‌زی و درخت‌پیما است و در درختان انبوه بامبوی شیلی یافت می‌شود. غذای اصلی میمونک کوهی حشرات و دیگر بی‌مهرگان است که با میوه غنی می‌شود.